# قائمة النقود المعدنية في الجمهورية العربية اليمنية
هذه قائمة النقود المعدنية في الجمهورية العربية اليمنية، وهي تشمل الإصدارات النقدية المعدنية الصادرة في الجمهورية العربية اليمنية من تاريخ تأسيسها في 1962 وحتى عام 1993، عند انتهاء التعامل بالريال الكنسي الشمالي والدينار اليحجلي الجنوبي، واستبدالهما بالريال الشمالي.

## البقشة

### فئة 1/2 بقشة
| \| \|                                          | \| \|                                          | \| \|                                 | \| \|                                 | \| \| |
| ---------------------------------------------- | ---------------------------------------------- | ------------------------------------- | ------------------------------------- | ----- |
| 1/2 بقشة يمني معدني (1963)                     |                                                |                                       |                                       |       |
| الوجه : 1/2 الجمهورية العربية اليمنية نصف بقشة | الوجه : 1/2 الجمهورية العربية اليمنية نصف بقشة | العكس : 1382-1963                     | العكس : 1382-1963                     |       |
| الكتلة 2.3 غ                                   | المعدن ألومنيوم، ونحاس                         | القطر 18.2 مم                         | السُمك 1.4 مم                          |       |
| المصمم(ون)                                     | المصمم(ون)                                     | الحواف                                | الحواف                                |       |
| الطرازات 1963                                  | الطرازات 1963                                  | القيمة الاسمية 0.0125 ريال يمني شمالي | القيمة الاسمية 0.0125 ريال يمني شمالي |       |
|                                                |                                                |                                       |                                       |       |

### فئة 1 بقشة
| \| \|                                    | \| \|                                    | \| \|                                | \| \|                                | \| \| |
| ---------------------------------------- | ---------------------------------------- | ------------------------------------ | ------------------------------------ | ----- |
| 1 بقشة يمني معدني (1963)                 |                                          |                                      |                                      |       |
| الوجه : الجمهورية العربية اليمنية 1 بقشة | الوجه : الجمهورية العربية اليمنية 1 بقشة | العكس : 1963 - 1382                  | العكس : 1963 - 1382                  |       |
| الكتلة 3.6 غ                             | المعدن ألومنيوم، ونحاس                   | القطر 21 مم                          | السُمك 1 مم                           |       |
| المصمم(ون)                               | المصمم(ون)                               | الحواف                               | الحواف                               |       |
| الطرازات 1963                            | الطرازات 1963                            | القيمة الاسمية 0.025 ريال يمني شمالي | القيمة الاسمية 0.025 ريال يمني شمالي |       |
|                                          |                                          |                                      |                                      |       |

### فئة 2 بقشة
| \| \|                                    | \| \|                                    | \| \|                               | \| \|                               | \| \| |
| ---------------------------------------- | ---------------------------------------- | ----------------------------------- | ----------------------------------- | ----- |
| 2 بقشة يمني معدني (1963)                 |                                          |                                     |                                     |       |
| الوجه : الجمهورية العربية اليمنية 2 بقشة | الوجه : الجمهورية العربية اليمنية 2 بقشة | العكس : 1963 - 1382                 | العكس : 1963 - 1382                 |       |
| الكتلة 4.9 غ                             | المعدن ألومنيوم، ونحاس                   | القطر 23 مم                         | السُمك 1 مم                          |       |
| المصمم(ون)                               | المصمم(ون)                               | الحواف أملس                         | الحواف أملس                         |       |
| الطرازات 1963                            | الطرازات 1963                            | القيمة الاسمية 0.05 ريال يمني شمالي | القيمة الاسمية 0.05 ريال يمني شمالي |       |
|                                          |                                          |                                     |                                     |       |

### فئة 5 بقشة
| \| \|                                    | \| \|                                    | \| \|                                | \| \|                                | \| \| |
| ---------------------------------------- | ---------------------------------------- | ------------------------------------ | ------------------------------------ | ----- |
| 5 بقشة يمني معدني (1963)                 |                                          |                                      |                                      |       |
| الوجه : الجمهورية العربية اليمنية 5 بقشة | الوجه : الجمهورية العربية اليمنية 5 بقشة | العكس : 1963 - 1382                  | العكس : 1963 - 1382                  |       |
| الكتلة 2.5 غ                             | المعدن فضة                               | القطر 19 مم                          | السُمك 1.1 مم                         |       |
| المصمم(ون)                               | المصمم(ون)                               | الحواف مسكوك                         | الحواف مسكوك                         |       |
| الطرازات 1963                            | الطرازات 1963                            | القيمة الاسمية 0.125 ريال يمني شمالي | القيمة الاسمية 0.125 ريال يمني شمالي |       |
|                                          |                                          |                                      |                                      |       |

### فئة 10 بقشة
| \| \|                                     | \| \|                                     | \| \|                               | \| \|                               | \| \| |
| ----------------------------------------- | ----------------------------------------- | ----------------------------------- | ----------------------------------- | ----- |
| 10 بقشة يمني معدني (1963)                 |                                           |                                     |                                     |       |
| الوجه : الجمهورية العربية اليمنية 10 بقشة | الوجه : الجمهورية العربية اليمنية 10 بقشة | العكس : 1963 - 1382                 | العكس : 1963 - 1382                 |       |
| الكتلة 5 غ                                | المعدن فضة                                | القطر 23.9 مم                       | السُمك 1.3 مم                        |       |
| المصمم(ون)                                | المصمم(ون)                                | الحواف أملس                         | الحواف أملس                         |       |
| الطرازات 1963                             | الطرازات 1963                             | القيمة الاسمية 0.25 ريال يمني شمالي | القيمة الاسمية 0.25 ريال يمني شمالي |       |
|                                           |                                           |                                     |                                     |       |

### فئة 20 بقشة
| \| \|                                     | \| \|                                     | \| \|                              | \| \|                              | \| \| |
| ----------------------------------------- | ----------------------------------------- | ---------------------------------- | ---------------------------------- | ----- |
| 20 بقشة يمني معدني (1963)                 |                                           |                                    |                                    |       |
| الوجه : الجمهورية العربية اليمنية 20 بقشة | الوجه : الجمهورية العربية اليمنية 20 بقشة | العكس : 1963 - 1382                | العكس : 1963 - 1382                |       |
| الكتلة 9.85 غ                             | المعدن فضة                                | القطر 30 مم                        | السُمك                              |       |
| المصمم(ون)                                | المصمم(ون)                                | الحواف أملس                        | الحواف أملس                        |       |
| الطرازات 1963                             | الطرازات 1963                             | القيمة الاسمية 0.5 ريال يمني شمالي | القيمة الاسمية 0.5 ريال يمني شمالي |       |
|                                           |                                           |                                    |                                    |       |

## الفلس

### فئة 1 فلس
| \| \|                                          | \| \|                                          | \| \|                               | \| \|                               | \| \| |
| ---------------------------------------------- | ---------------------------------------------- | ----------------------------------- | ----------------------------------- | ----- |
| 1 فلس يمني شمالي معدني (1974)                  |                                                |                                     |                                     |       |
| الوجه : البنك المركزي اليمني 1 فلس 1394 - 1974 | الوجه : البنك المركزي اليمني 1 فلس 1394 - 1974 | العكس : الطير الجمهوري              | العكس : الطير الجمهوري              |       |
| الكتلة 0.6 غ                                   | المعدن ألومنيوم                                | القطر 15.1 مم                       | السُمك 1.5 مم                        |       |
| المصمم(ون)                                     | المصمم(ون)                                     | الحواف ملساء                        | الحواف ملساء                        |       |
| الطرازات 1974                                  | الطرازات 1974                                  | القيمة الاسمية 0.01 ريال يمني شمالي | القيمة الاسمية 0.01 ريال يمني شمالي |       |
|                                                |                                                |                                     |                                     |       |

| \| \|                                          | \| \|                                          | \| \|                                                 | \| \|                                                 | \| \| |
| ---------------------------------------------- | ---------------------------------------------- | ----------------------------------------------------- | ----------------------------------------------------- | ----- |
| 1 فلس يمني معدني (1978)                        |                                                |                                                       |                                                       |       |
| الوجه : البنك المركزي اليمني 1 فلس 1398 - 1978 | الوجه : البنك المركزي اليمني 1 فلس 1398 - 1978 | العكس : لزيادة إنتاج المحاصيل الغذائية الطير الجمهوري | العكس : لزيادة إنتاج المحاصيل الغذائية الطير الجمهوري |       |
| الكتلة 0.6 غ                                   | المعدن ألومنيوم                                | القطر 15.1 مم                                         | السُمك 1.5 مم                                          |       |
| المصمم(ون)                                     | المصمم(ون)                                     | الحواف                                                | الحواف                                                |       |
| الطرازات 1978                                  | الطرازات 1978                                  | القيمة الاسمية 0.01 ريال يمني شمالي                   | القيمة الاسمية 0.01 ريال يمني شمالي                   |       |
|                                                |                                                |                                                       |                                                       |       |

| \| \|                                          | \| \|                                          | \| \|                               | \| \|                               | \| \| |
| ---------------------------------------------- | ---------------------------------------------- | ----------------------------------- | ----------------------------------- | ----- |
| 1 فلس يمني معدني (1980)                        |                                                |                                     |                                     |       |
| الوجه : البنك المركزي اليمني 1 فلس 1400 - 1980 | الوجه : البنك المركزي اليمني 1 فلس 1400 - 1980 | العكس : الطير الجمهوري              | العكس : الطير الجمهوري              |       |
| الكتلة 0.6 غ                                   | المعدن ألومنيوم                                | القطر 15.1 مم                       | السُمك 1.5 مم                        |       |
| المصمم(ون)                                     | المصمم(ون)                                     | الحواف ملساء                        | الحواف ملساء                        |       |
| الطرازات 1980                                  | الطرازات 1980                                  | القيمة الاسمية 0.01 ريال يمني شمالي | القيمة الاسمية 0.01 ريال يمني شمالي |       |
|                                                |                                                |                                     |                                     |       |

### فئة 5 فلس
| \| \|                                           | \| \|                                           | \| \|                               | \| \|                               | \| \| |
| ----------------------------------------------- | ----------------------------------------------- | ----------------------------------- | ----------------------------------- | ----- |
| 5 فلس يمني معدني (1974)                         |                                                 |                                     |                                     |       |
| الوجه : البنك المركزي اليمني 5 فلوس 1394 - 1974 | الوجه : البنك المركزي اليمني 5 فلوس 1394 - 1974 | العكس : الطير الجمهوري              | العكس : الطير الجمهوري              |       |
| الكتلة 2.75 غ                                   | المعدن نحاس                                     | القطر 21 مم                         | السُمك 1.16 مم                       |       |
| المصمم(ون)                                      | المصمم(ون)                                      | الحواف ملساء                        | الحواف ملساء                        |       |
| الطرازات 1974                                   | الطرازات 1974                                   | القيمة الاسمية 0.05 ريال يمني شمالي | القيمة الاسمية 0.05 ريال يمني شمالي |       |
|                                                 |                                                 |                                     |                                     |       |

| \| \|                                           | \| \|                                           | \| \|                               | \| \|                               | \| \| |
| ----------------------------------------------- | ----------------------------------------------- | ----------------------------------- | ----------------------------------- | ----- |
| 5 فلس يمني معدني (1980)                         |                                                 |                                     |                                     |       |
| الوجه : البنك المركزي اليمني 5 فلوس 1400 - 1980 | الوجه : البنك المركزي اليمني 5 فلوس 1400 - 1980 | العكس : الطير الجمهوري              | العكس : الطير الجمهوري              |       |
| الكتلة 2.75 غ                                   | المعدن نحاس                                     | القطر 21 مم                         | السُمك 1.16 مم                       |       |
| المصمم(ون)                                      | المصمم(ون)                                      | الحواف ملساء                        | الحواف ملساء                        |       |
| الطرازات 1980                                   | الطرازات 1980                                   | القيمة الاسمية 0.05 ريال يمني شمالي | القيمة الاسمية 0.05 ريال يمني شمالي |       |
|                                                 |                                                 |                                     |                                     |       |

### فئة 10 فلس
| \| \|                                            | \| \|                                            | \| \|                              | \| \|                              | \| \| |
| ------------------------------------------------ | ------------------------------------------------ | ---------------------------------- | ---------------------------------- | ----- |
| 10 فلس يمني معدني (1974)                         |                                                  |                                    |                                    |       |
| الوجه : البنك المركزي اليمني 10 فلوس 1394 - 1974 | الوجه : البنك المركزي اليمني 10 فلوس 1394 - 1974 | العكس : الطير الجمهوري             | العكس : الطير الجمهوري             |       |
| الكتلة 4.25 غ                                    | المعدن نحاس                                      | القطر 23 مم                        | السُمك 1.5 مم                       |       |
| المصمم(ون)                                       | المصمم(ون)                                       | الحواف ملساء                       | الحواف ملساء                       |       |
| الطرازات 1974                                    | الطرازات 1974                                    | القيمة الاسمية 0.1 ريال يمني شمالي | القيمة الاسمية 0.1 ريال يمني شمالي |       |
|                                                  |                                                  |                                    |                                    |       |

| \| \|                                            | \| \|                                            | \| \|                              | \| \|                              | \| \| |
| ------------------------------------------------ | ------------------------------------------------ | ---------------------------------- | ---------------------------------- | ----- |
| 10 فلس يمني معدني (1980)                         |                                                  |                                    |                                    |       |
| الوجه : البنك المركزي اليمني 10 فلوس 1400 - 1980 | الوجه : البنك المركزي اليمني 10 فلوس 1400 - 1980 | العكس : الطير الجمهوري             | العكس : الطير الجمهوري             |       |
| الكتلة 4.25 غ                                    | المعدن نحاس                                      | القطر 23 مم                        | السُمك 1.5 مم                       |       |
| المصمم(ون)                                       | المصمم(ون)                                       | الحواف ملساء                       | الحواف ملساء                       |       |
| الطرازات 1980                                    | الطرازات 1980                                    | القيمة الاسمية 0.1 ريال يمني شمالي | القيمة الاسمية 0.1 ريال يمني شمالي |       |
|                                                  |                                                  |                                    |                                    |       |

### فئة 25 فلس
| \| \|                                            | \| \|                                            | \| \|                               | \| \|                               | \| \| |
| ------------------------------------------------ | ------------------------------------------------ | ----------------------------------- | ----------------------------------- | ----- |
| 25 فلس يمني معدني (1974)                         |                                                  |                                     |                                     |       |
| الوجه : البنك المركزي اليمني 25 فلسًا 1394 - 1974 | الوجه : البنك المركزي اليمني 25 فلسًا 1394 - 1974 | العكس : الطير الجمهوري              | العكس : الطير الجمهوري              |       |
| الكتلة 3.1 غ                                     | المعدن نيكل نحاسي                                | القطر 20 مم                         | السُمك 1.39 مم                       |       |
| المصمم(ون)                                       | المصمم(ون)                                       | الحواف مسكوكة                       | الحواف مسكوكة                       |       |
| الطرازات 1974                                    | الطرازات 1974                                    | القيمة الاسمية 0.25 ريال يمني شمالي | القيمة الاسمية 0.25 ريال يمني شمالي |       |
|                                                  |                                                  |                                     |                                     |       |

| \| \|                                            | \| \|                                            | \| \|                               | \| \|                               | \| \| |
| ------------------------------------------------ | ------------------------------------------------ | ----------------------------------- | ----------------------------------- | ----- |
| 25 فلس يمني معدني (1979)                         |                                                  |                                     |                                     |       |
| الوجه : البنك المركزي اليمني 25 فلسًا 1399 - 1979 | الوجه : البنك المركزي اليمني 25 فلسًا 1399 - 1979 | العكس : الطير الجمهوري              | العكس : الطير الجمهوري              |       |
| الكتلة 3.1 غ                                     | المعدن نيكل نحاسي                                | القطر 20 مم                         | السُمك 1.39 مم                       |       |
| المصمم(ون)                                       | المصمم(ون)                                       | الحواف مسكوكة                       | الحواف مسكوكة                       |       |
| الطرازات 1979                                    | الطرازات 1979                                    | القيمة الاسمية 0.25 ريال يمني شمالي | القيمة الاسمية 0.25 ريال يمني شمالي |       |
|                                                  |                                                  |                                     |                                     |       |

| \| \|                                            | \| \|                                            | \| \|                               | \| \|                               | \| \| |
| ------------------------------------------------ | ------------------------------------------------ | ----------------------------------- | ----------------------------------- | ----- |
| 25 فلس يمني معدني (1980)                         |                                                  |                                     |                                     |       |
| الوجه : البنك المركزي اليمني 25 فلسًا 1400 - 1980 | الوجه : البنك المركزي اليمني 25 فلسًا 1400 - 1980 | العكس : الطير الجمهوري              | العكس : الطير الجمهوري              |       |
| الكتلة 3.1 غ                                     | المعدن نيكل نحاسي                                | القطر 20 مم                         | السُمك 1.39 مم                       |       |
| المصمم(ون)                                       | المصمم(ون)                                       | الحواف مسكوكة                       | الحواف مسكوكة                       |       |
| الطرازات 1980                                    | الطرازات 1980                                    | القيمة الاسمية 0.25 ريال يمني شمالي | القيمة الاسمية 0.25 ريال يمني شمالي |       |
|                                                  |                                                  |                                     |                                     |       |

### فئة 50 فلس
| \| \|                                            | \| \|                                            | \| \|                              | \| \|                              | \| \| |
| ------------------------------------------------ | ------------------------------------------------ | ---------------------------------- | ---------------------------------- | ----- |
| 50 فلس يمني معدني (1974)                         |                                                  |                                    |                                    |       |
| الوجه : البنك المركزي اليمني 50 فلسًا 1394 - 1974 | الوجه : البنك المركزي اليمني 50 فلسًا 1394 - 1974 | العكس : الطير الجمهوري             | العكس : الطير الجمهوري             |       |
| الكتلة 5.3 غ                                     | المعدن نيكل نحاسي                                | القطر 24 مم                        | السُمك 1.61 مم                      |       |
| المصمم(ون)                                       | المصمم(ون)                                       | الحواف مسكوكة                      | الحواف مسكوكة                      |       |
| الطرازات 1974                                    | الطرازات 1974                                    | القيمة الاسمية 0.5 ريال يمني شمالي | القيمة الاسمية 0.5 ريال يمني شمالي |       |
|                                                  |                                                  |                                    |                                    |       |

| \| \|                                            | \| \|                                            | \| \|                              | \| \|                              | \| \| |
| ------------------------------------------------ | ------------------------------------------------ | ---------------------------------- | ---------------------------------- | ----- |
| 50 فلس يمني معدني (1979)                         |                                                  |                                    |                                    |       |
| الوجه : البنك المركزي اليمني 50 فلسًا 1399 - 1979 | الوجه : البنك المركزي اليمني 50 فلسًا 1399 - 1979 | العكس : الطير الجمهوري             | العكس : الطير الجمهوري             |       |
| الكتلة 5.3 غ                                     | المعدن نيكل نحاسي                                | القطر 24 مم                        | السُمك 1.61 مم                      |       |
| المصمم(ون)                                       | المصمم(ون)                                       | الحواف مسكوكة                      | الحواف مسكوكة                      |       |
| الطرازات 1979                                    | الطرازات 1979                                    | القيمة الاسمية 0.5 ريال يمني شمالي | القيمة الاسمية 0.5 ريال يمني شمالي |       |
|                                                  |                                                  |                                    |                                    |       |

| \| \|                                            | \| \|                                            | \| \|                              | \| \|                              | \| \| |
| ------------------------------------------------ | ------------------------------------------------ | ---------------------------------- | ---------------------------------- | ----- |
| 50 فلس يمني معدني (1980)                         |                                                  |                                    |                                    |       |
| الوجه : البنك المركزي اليمني 50 فلسًا 1400 - 1980 | الوجه : البنك المركزي اليمني 50 فلسًا 1400 - 1980 | العكس : الطير الجمهوري             | العكس : الطير الجمهوري             |       |
| الكتلة 5.3 غ                                     | المعدن نيكل نحاسي                                | القطر 24 مم                        | السُمك 1.61 مم                      |       |
| المصمم(ون)                                       | المصمم(ون)                                       | الحواف مسكوكة                      | الحواف مسكوكة                      |       |
| الطرازات 1980                                    | الطرازات 1980                                    | القيمة الاسمية 0.5 ريال يمني شمالي | القيمة الاسمية 0.5 ريال يمني شمالي |       |
|                                                  |                                                  |                                    |                                    |       |

| \| \|                                            | \| \|                                            | \| \|                              | \| \|                              | \| \| |
| ------------------------------------------------ | ------------------------------------------------ | ---------------------------------- | ---------------------------------- | ----- |
| 50 فلس يمني معدني (1985)                         |                                                  |                                    |                                    |       |
| الوجه : البنك المركزي اليمني 50 فلسًا 1405 - 1985 | الوجه : البنك المركزي اليمني 50 فلسًا 1405 - 1985 | العكس : الطير الجمهوري             | العكس : الطير الجمهوري             |       |
| الكتلة 5.3 غ                                     | المعدن نيكل نحاسي                                | القطر 24 مم                        | السُمك 1.61 مم                      |       |
| المصمم(ون)                                       | المصمم(ون)                                       | الحواف مسكوكة                      | الحواف مسكوكة                      |       |
| الطرازات 1985                                    | الطرازات 1985                                    | القيمة الاسمية 0.5 ريال يمني شمالي | القيمة الاسمية 0.5 ريال يمني شمالي |       |
|                                                  |                                                  |                                    |                                    |       |

## الريال

### فئة ثمن عشر
| \| \|                                               | \| \|                                               | \| \|                                      | \| \|                                      | \| \| |
| --------------------------------------------------- | --------------------------------------------------- | ------------------------------------------ | ------------------------------------------ | ----- |
| 1/80 ريال يمني معدني (1963)                         |                                                     |                                            |                                            |       |
| الوجه : لا إله إلا الله ثمن عشر ضرب سنة 1383 بصنعاء | الوجه : لا إله إلا الله ثمن عشر ضرب سنة 1383 بصنعاء | العكس : الجمهورية العربية اليمنية سنة 1383 | العكس : الجمهورية العربية اليمنية سنة 1383 |       |
| الكتلة 3.2 غ                                        | المعدن برونز                                        | القطر 22 مم                                | السُمك 1 مم                                 |       |
| المصمم(ون)                                          | المصمم(ون)                                          | الحواف أملس                                | الحواف أملس                                |       |
| الطرازات 1963                                       | الطرازات 1963                                       | القيمة الاسمية 0.0125 ريال يمني شمالي      | القيمة الاسمية 0.0125 ريال يمني شمالي      |       |
|                                                     |                                                     |                                            |                                            |       |

### فئة ربع عشر
| \| \|                                               | \| \|                                               | \| \|                                      | \| \|                                      | \| \| |
| --------------------------------------------------- | --------------------------------------------------- | ------------------------------------------ | ------------------------------------------ | ----- |
| 1/4 ريال يمني معدني (1963)                          |                                                     |                                            |                                            |       |
| الوجه : لا إله إلا الله ربع عشر ضرب سنة 1383 بصنعاء | الوجه : لا إله إلا الله ربع عشر ضرب سنة 1383 بصنعاء | العكس : الجمهورية العربية اليمنية سنة 1383 | العكس : الجمهورية العربية اليمنية سنة 1383 |       |
| الكتلة 5.5 غ                                        | المعدن برونز                                        | القطر 26.4 مم                              | السُمك 1.3 مم                               |       |
| المصمم(ون)                                          | المصمم(ون)                                          | الحواف أملس                                | الحواف أملس                                |       |
| الطرازات 1963                                       | الطرازات 1963                                       | القيمة الاسمية 0.25 ريال يمني شمالي        | القيمة الاسمية 0.25 ريال يمني شمالي        |       |
|                                                     |                                                     |                                            |                                            |       |

| \| \|                                               | \| \|                                               | \| \|                                      | \| \|                                      | \| \| |
| --------------------------------------------------- | --------------------------------------------------- | ------------------------------------------ | ------------------------------------------ | ----- |
| 1/4 ريال يمني معدني (1964)                          |                                                     |                                            |                                            |       |
| الوجه : لا إله إلا الله ربع عشر ضرب سنة 1383 بصنعاء | الوجه : لا إله إلا الله ربع عشر ضرب سنة 1383 بصنعاء | العكس : الجمهورية العربية اليمنية سنة 1383 | العكس : الجمهورية العربية اليمنية سنة 1383 |       |
| الكتلة 5.5 غ                                        | المعدن برونز                                        | القطر 26.4 مم                              | السُمك 1.3 مم                               |       |
| المصمم(ون)                                          | المصمم(ون)                                          | الحواف أملس                                | الحواف أملس                                |       |
| الطرازات 1964                                       | الطرازات 1964                                       | القيمة الاسمية 0.25 ريال يمني شمالي        | القيمة الاسمية 0.25 ريال يمني شمالي        |       |
|                                                     |                                                     |                                            |                                            |       |

| \| \|                                               | \| \|                                               | \| \|                                      | \| \|                                      | \| \| |
| --------------------------------------------------- | --------------------------------------------------- | ------------------------------------------ | ------------------------------------------ | ----- |
| 1/4 ريال يمني معدني (1965)                          |                                                     |                                            |                                            |       |
| الوجه : لا إله إلا الله ربع عشر ضرب سنة 1384 بصنعاء | الوجه : لا إله إلا الله ربع عشر ضرب سنة 1384 بصنعاء | العكس : الجمهورية العربية اليمنية سنة 1384 | العكس : الجمهورية العربية اليمنية سنة 1384 |       |
| الكتلة 5.5 غ                                        | المعدن برونز                                        | القطر 26.4 مم                              | السُمك 1.3 مم                               |       |
| المصمم(ون)                                          | المصمم(ون)                                          | الحواف أملس                                | الحواف أملس                                |       |
| الطرازات 1965                                       | الطرازات 1965                                       | القيمة الاسمية 0.25 ريال يمني شمالي        | القيمة الاسمية 0.25 ريال يمني شمالي        |       |
|                                                     |                                                     |                                            |                                            |       |

### فئة 1 ريال
| \| \|                                           | \| \|                                           | \| \|                            | \| \|                            | \| \| |
| ----------------------------------------------- | ----------------------------------------------- | -------------------------------- | -------------------------------- | ----- |
| 1 ريال يمني معدني (1976)                        |                                                 |                                  |                                  |       |
| الوجه : البنك المركزي اليمني 1 ريال 1396 - 1976 | الوجه : البنك المركزي اليمني 1 ريال 1396 - 1976 | العكس : الطير الجمهوري           | العكس : الطير الجمهوري           |       |
| الكتلة 8.2 غ                                    | المعدن نيكل نحاسي                               | القطر 28 مم                      | السُمك 1.8 مم                     |       |
| المصمم(ون)                                      | المصمم(ون)                                      | الحواف مسكوك                     | الحواف مسكوك                     |       |
| الطرازات 1976                                   | الطرازات 1976                                   | القيمة الاسمية 1 ريال يمني شمالي | القيمة الاسمية 1 ريال يمني شمالي |       |
|                                                 |                                                 |                                  |                                  |       |

| \| \|                                           | \| \|                                           | \| \|                                                 | \| \|                                                 | \| \| |
| ----------------------------------------------- | ----------------------------------------------- | ----------------------------------------------------- | ----------------------------------------------------- | ----- |
| 1 ريال يمني معدني (1978)                        |                                                 |                                                       |                                                       |       |
| الوجه : البنك المركزي اليمني 1 ريال 1398 - 1978 | الوجه : البنك المركزي اليمني 1 ريال 1398 - 1978 | العكس : لزيادة إنتاج المحاصيل الغذائية الطير الجمهوري | العكس : لزيادة إنتاج المحاصيل الغذائية الطير الجمهوري |       |
| الكتلة 8 غ                                      | المعدن ألومنيوم                                 | القطر 28 مم                                           | السُمك 1.8 مم                                          |       |
| المصمم(ون)                                      | المصمم(ون)                                      | الحواف                                                | الحواف                                                |       |
| الطرازات 1978                                   | الطرازات 1978                                   | القيمة الاسمية 1 ريال يمني شمالي                      | القيمة الاسمية 1 ريال يمني شمالي                      |       |
|                                                 |                                                 |                                                       |                                                       |       |

| \| \|                                           | \| \|                                           | \| \|                            | \| \|                            | \| \| |
| ----------------------------------------------- | ----------------------------------------------- | -------------------------------- | -------------------------------- | ----- |
| 1 ريال يمني معدني (1980)                        |                                                 |                                  |                                  |       |
| الوجه : البنك المركزي اليمني 1 ريال 1400 - 1980 | الوجه : البنك المركزي اليمني 1 ريال 1400 - 1980 | العكس : الطير الجمهوري           | العكس : الطير الجمهوري           |       |
| الكتلة 8.2 غ                                    | المعدن نيكل نحاسي                               | القطر 28 مم                      | السُمك 1.8 مم                     |       |
| المصمم(ون)                                      | المصمم(ون)                                      | الحواف                           | الحواف                           |       |
| الطرازات 1980                                   | الطرازات 1980                                   | القيمة الاسمية 1 ريال يمني شمالي | القيمة الاسمية 1 ريال يمني شمالي |       |
|                                                 |                                                 |                                  |                                  |       |

| \| \|                                           | \| \|                                           | \| \|                            | \| \|                            | \| \| |
| ----------------------------------------------- | ----------------------------------------------- | -------------------------------- | -------------------------------- | ----- |
| 1 ريال يمني معدني (1985)                        |                                                 |                                  |                                  |       |
| الوجه : البنك المركزي اليمني 1 ريال 1405 - 1985 | الوجه : البنك المركزي اليمني 1 ريال 1405 - 1985 | العكس : الطير الجمهوري           | العكس : الطير الجمهوري           |       |
| الكتلة 8.2 غ                                    | المعدن نيكل نحاسي                               | القطر 28 مم                      | السُمك 1.8 مم                     |       |
| المصمم(ون)                                      | المصمم(ون)                                      | الحواف                           | الحواف                           |       |
| الطرازات 1985                                   | الطرازات 1985                                   | القيمة الاسمية 1 ريال يمني شمالي | القيمة الاسمية 1 ريال يمني شمالي |       |
|                                                 |                                                 |                                  |                                  |       |

## عملات تذكارية ومسكوكات

### 1 ريال
| \| \|                                       | \| \|                                       | \| \|                            | \| \|                            | \| \| |
| ------------------------------------------- | ------------------------------------------- | -------------------------------- | -------------------------------- | ----- |
| 1 ريال يمني معدني (1963)                    |                                             |                                  |                                  |       |
| الوجه : الجمهورية العربية اليمنية ريال واحد | الوجه : الجمهورية العربية اليمنية ريال واحد | العكس : 1982 - 1963              | العكس : 1982 - 1963              |       |
| الكتلة 20 غ                                 | المعدن 0.720 فضة                            | القطر 40 مم                      | السُمك 1.95 مم                    |       |
| المصمم(ون)                                  | المصمم(ون)                                  | الحواف مسكوك                     | الحواف مسكوك                     |       |
| الطرازات 1963                               | الطرازات 1963                               | القيمة الاسمية 1 ريال يمني شمالي | القيمة الاسمية 1 ريال يمني شمالي |       |
|                                             |                                             |                                  |                                  |       |

| \| النصب التذكاري للقاضي محمد محمود الزبيري \|                    | \| النصب التذكاري للقاضي محمد محمود الزبيري \|                    | \| النصب التذكاري للقاضي محمد محمود الزبيري \| | \| النصب التذكاري للقاضي محمد محمود الزبيري \| | \| النصب التذكاري للقاضي محمد محمود الزبيري \| |
| ----------------------------------------------------------------- | ----------------------------------------------------------------- | ---------------------------------------------- | ---------------------------------------------- | ---------------------------------------------- |
| 1 ريال يمني معدني (1969)                                          |                                                                   |                                                |                                                |                                                |
| الوجه : الجمهورية العربية اليمنية 1 ريال - 1R YEMEN ARAB REPUBLIC | الوجه : الجمهورية العربية اليمنية 1 ريال - 1R YEMEN ARAB REPUBLIC | العكس :                                        | العكس :                                        |                                                |
| الكتلة 12 غ                                                       | المعدن 0.925 فضة                                                  | القطر 27 مم                                    | السُمك                                          |                                                |
| المصمم(ون)                                                        | المصمم(ون)                                                        | الحواف مسكوك                                   | الحواف مسكوك                                   |                                                |
| الطرازات 1969                                                     | الطرازات 1969                                                     | القيمة الاسمية 1 ريال يمني شمالي               | القيمة الاسمية 1 ريال يمني شمالي               |                                                |
| النصب التذكاري للقاضي محمد محمود الزبيري                          |                                                                   |                                                |                                                |                                                |

### 2 ريال
| \| النصب التذكاري للقاضي محمد محمود الزبيري \| | \| النصب التذكاري للقاضي محمد محمود الزبيري \| | \| النصب التذكاري للقاضي محمد محمود الزبيري \| | \| النصب التذكاري للقاضي محمد محمود الزبيري \| | \| النصب التذكاري للقاضي محمد محمود الزبيري \| |
| ---------------------------------------------- | ---------------------------------------------- | ---------------------------------------------- | ---------------------------------------------- | ---------------------------------------------- |
| 2 ريال يمني معدني (1969)                       |                                                |                                                |                                                |                                                |
| الوجه : 2 ريال                                 | الوجه : 2 ريال                                 | العكس : جمل                                    | العكس : جمل                                    |                                                |
| الكتلة 25 غ                                    | المعدن 0.925 فضة                               | القطر 38 مم                                    | السُمك 2.75 مم                                  |                                                |
| المصمم(ون) نخبة من رسامين اليمن                | المصمم(ون) نخبة من رسامين اليمن                | الحواف مسكوك                                   | الحواف مسكوك                                   |                                                |
| الطرازات 1969                                  | الطرازات 1969                                  | القيمة الاسمية 2 ريال يمني شمالي               | القيمة الاسمية 2 ريال يمني شمالي               |                                                |
|                                                |                                                |                                                |                                                |                                                |
| ملاحظات – ريال يمني                            |                                                |                                                |                                                |                                                |
| النصب التذكاري للقاضي محمد محمود الزبيري       |                                                |                                                |                                                |                                                |

| \| أبولو 11 - البداية \| | \| أبولو 11 - البداية \| | \| أبولو 11 - البداية \|         | \| أبولو 11 - البداية \|         | \| أبولو 11 - البداية \| |
| ------------------------ | ------------------------ | -------------------------------- | -------------------------------- | ------------------------ |
| 2 ريال يمني معدني (1969) |                          |                                  |                                  |                          |
| الوجه : 2 ريالات         | الوجه : 2 ريالات         | العكس : أبولو١١ - ١٦ يوليو ١٩٦٩  | العكس : أبولو١١ - ١٦ يوليو ١٩٦٩  |                          |
| الكتلة 25 غ              | المعدن 0.925 فضة         | القطر 38 مم                      | السُمك 2.75 مم                    |                          |
| المصمم(ون)               | المصمم(ون)               | الحواف مسكوك                     | الحواف مسكوك                     |                          |
| الطرازات 1969            | الطرازات 1969            | القيمة الاسمية 2 ريال يمني شمالي | القيمة الاسمية 2 ريال يمني شمالي |                          |
| أبولو 11 - البداية       |                          |                                  |                                  |                          |

| \| أبولو 11 - الهبوط على القمر \| | \| أبولو 11 - الهبوط على القمر \| | \| أبولو 11 - الهبوط على القمر \| | \| أبولو 11 - الهبوط على القمر \| | \| أبولو 11 - الهبوط على القمر \| |
| --------------------------------- | --------------------------------- | --------------------------------- | --------------------------------- | --------------------------------- |
| 2 ريال يمني معدني (1969)          |                                   |                                   |                                   |                                   |
| الوجه : 2 ريالات                  | الوجه : 2 ريالات                  | العكس : أبولو١١ - ٢٠ يوليو ١٩٦٩   | العكس : أبولو١١ - ٢٠ يوليو ١٩٦٩   |                                   |
| الكتلة 25 غ                       | المعدن 0.925 فضة                  | القطر 38 مم                       | السُمك 2.75 مم                     |                                   |
| المصمم(ون)                        | المصمم(ون)                        | الحواف مسكوك                      | الحواف مسكوك                      |                                   |
| الطرازات 1969                     | الطرازات 1969                     | القيمة الاسمية 2 ريال يمني شمالي  | القيمة الاسمية 2 ريال يمني شمالي  |                                   |
| أبولو 11 - الهبوط على القمر       |                                   |                                   |                                   |                                   |

### 15 ريال
| \| القدس العربية \|                                                                 | \| القدس العربية \|                                                                 | \| القدس العربية \|                  | \| القدس العربية \|                  | \| القدس العربية \| |
| ----------------------------------------------------------------------------------- | ----------------------------------------------------------------------------------- | ------------------------------------ | ------------------------------------ | ------------------- |
| 15 ريال يمني معدني (1975)                                                           |                                                                                     |                                      |                                      |                     |
| الوجه : الجمهورية العربية اليمنية 15 ريالاً 1395 - 1975 15 RIALS YEMEN ARAB REPUBLIC | الوجه : الجمهورية العربية اليمنية 15 ريالاً 1395 - 1975 15 RIALS YEMEN ARAB REPUBLIC | العكس : القدس العربية ARAB JERUSALEM | العكس : القدس العربية ARAB JERUSALEM |                     |
| الكتلة 54 غ                                                                         | المعدن 0.925 فضة                                                                    | القطر 55 مم                          | السُمك                                |                     |
| المصمم(ون)                                                                          | المصمم(ون)                                                                          | الحواف                               | الحواف                               |                     |
| الطرازات 1975                                                                       | الطرازات 1975                                                                       | القيمة الاسمية 15 ريال يمني شمالي    | القيمة الاسمية 15 ريال يمني شمالي    |                     |
| القدس العربية                                                                       |                                                                                     |                                      |                                      |                     |

### 25 ريال
| \| السنة الدولية للأشخاص ذوي الإعاقة \| | \| السنة الدولية للأشخاص ذوي الإعاقة \| | \| السنة الدولية للأشخاص ذوي الإعاقة \|                                        | \| السنة الدولية للأشخاص ذوي الإعاقة \|                                        | \| السنة الدولية للأشخاص ذوي الإعاقة \| |
| --------------------------------------- | --------------------------------------- | ------------------------------------------------------------------------------ | ------------------------------------------------------------------------------ | --------------------------------------- |
| 25 ريال يمني معدني (1981)               |                                         |                                                                                |                                                                                |                                         |
| الوجه :                                 | الوجه :                                 | العكس : INTERNATIONAL YEAR OF DISABLED PERSONS 25 ريالًا صورة عبد الله البردوني | العكس : INTERNATIONAL YEAR OF DISABLED PERSONS 25 ريالًا صورة عبد الله البردوني |                                         |
| الكتلة 28.28 غ                          | المعدن 0.925 فضة                        | القطر 38.6 مم                                                                  | السُمك                                                                          |                                         |
| المصمم(ون)                              | المصمم(ون)                              | الحواف                                                                         | الحواف                                                                         |                                         |
| الطرازات 1981                           | الطرازات 1981                           | القيمة الاسمية 25 ريال يمني شمالي                                              | القيمة الاسمية 25 ريال يمني شمالي                                              |                                         |
| السنة الدولية للأشخاص ذوي الإعاقة       |                                         |                                                                                |                                                                                |                                         |

| \| السنة الدولية للطفل \|                     | \| السنة الدولية للطفل \|                     | \| السنة الدولية للطفل \|                                          | \| السنة الدولية للطفل \|                                          | \| السنة الدولية للطفل \| |
| --------------------------------------------- | --------------------------------------------- | ------------------------------------------------------------------ | ------------------------------------------------------------------ | ------------------------- |
| 25 ريال يمني معدني (1983)                     |                                               |                                                                    |                                                                    |                           |
| الوجه : البنك المركزي اليمني 1403 هـ - 1983 م | الوجه : البنك المركزي اليمني 1403 هـ - 1983 م | العكس : العام الدولي للطفل INTERNATIONAL YEAR OF THE CHILD 25 ريال | العكس : العام الدولي للطفل INTERNATIONAL YEAR OF THE CHILD 25 ريال |                           |
| الكتلة 28.25 غ                                | المعدن 0.925 فضة                              | القطر 38.5 مم                                                      | السُمك                                                              |                           |
| المصمم(ون)                                    | المصمم(ون)                                    | الحواف                                                             | الحواف                                                             |                           |
| الطرازات 1983                                 | الطرازات 1983                                 | القيمة الاسمية 25 ريال يمني شمالي                                  | القيمة الاسمية 25 ريال يمني شمالي                                  |                           |
| السنة الدولية للطفل                           |                                               |                                                                    |                                                                    |                           |

| \| عقد الأمم المتحدة للمرأة \|               | \| عقد الأمم المتحدة للمرأة \|               | \| عقد الأمم المتحدة للمرأة \|                                                       | \| عقد الأمم المتحدة للمرأة \|                                                       | \| عقد الأمم المتحدة للمرأة \| |
| -------------------------------------------- | -------------------------------------------- | ------------------------------------------------------------------------------------ | ------------------------------------------------------------------------------------ | ------------------------------ |
| 25 ريال يمني معدني (1985)                    |                                              |                                                                                      |                                                                                      |                                |
| الوجه : البنك المركزى اليمنى 1405هـ - 1985 م | الوجه : البنك المركزى اليمنى 1405هـ - 1985 م | العكس : عشر سنوات لهيئة الأمم المتحدة للمرأة UNITED NATIONS DECADE FOR WOMEN 25 ريال | العكس : عشر سنوات لهيئة الأمم المتحدة للمرأة UNITED NATIONS DECADE FOR WOMEN 25 ريال |                                |
| الكتلة 28.28 غ                               | المعدن 0.925 فضة                             | القطر 38.61 مم                                                                       | السُمك                                                                                |                                |
| المصمم(ون)                                   | المصمم(ون)                                   | الحواف                                                                               | الحواف                                                                               |                                |
| الطرازات 1985                                | الطرازات 1985                                | القيمة الاسمية 25 ريال يمني شمالي                                                    | القيمة الاسمية 25 ريال يمني شمالي                                                    |                                |
| عقد الأمم المتحدة للمرأة                     |                                              |                                                                                      |                                                                                      |                                |

### 50 ريال
| \| النصب التذكاري للقاضي محمد محمود الزبيري \|                                               | \| النصب التذكاري للقاضي محمد محمود الزبيري \|                                               | \| النصب التذكاري للقاضي محمد محمود الزبيري \| | \| النصب التذكاري للقاضي محمد محمود الزبيري \| | \| النصب التذكاري للقاضي محمد محمود الزبيري \| |
| -------------------------------------------------------------------------------------------- | -------------------------------------------------------------------------------------------- | ---------------------------------------------- | ---------------------------------------------- | ---------------------------------------------- |
| 50 ريال يمني معدني (1969)                                                                    |                                                                                              |                                                |                                                |                                                |
| الوجه : الجمهورية العربية اليمنية الطير الجمهوري 50 ريال 50R 1969 - ١٩٦٩ YEMEN ARAB REPUBLIC | الوجه : الجمهورية العربية اليمنية الطير الجمهوري 50 ريال 50R 1969 - ١٩٦٩ YEMEN ARAB REPUBLIC | العكس :                                        | العكس :                                        |                                                |
| الكتلة 49.97 غ                                                                               | المعدن 0.925 فضة                                                                             | القطر 46 مم                                    | السُمك                                          |                                                |
| المصمم(ون)                                                                                   | المصمم(ون)                                                                                   | الحواف                                         | الحواف                                         |                                                |
| الطرازات 1969                                                                                | الطرازات 1969                                                                                | القيمة الاسمية 50 ريال يمني شمالي              | القيمة الاسمية 50 ريال يمني شمالي              |                                                |
| النصب التذكاري للقاضي محمد محمود الزبيري                                                     |                                                                                              |                                                |                                                |                                                |